# Septoria dictamni
Septoria dictamni är en svampart som beskrevs av Fuckel 1860. Septoria dictamni ingår i släktet Septoria och familjen Mycosphaerellaceae.   Inga underarter finns listade i Catalogue of Life.